# Sint-Martinuskerk (Weinfeld)
De Sint-Martinuskerk (Duits: St. Martin) is een kerkgebouw in Weinfeld, een plaats in de Duitse Eifel waar de bevolking ooit wegtrok wegens branden, oorlogen en de pest en sinds 1562 met het vertrek van de laatste pastoor geen inwoners meer kent. De kerk is prachtig gelegen op de rand van een naar het dorp vernoemde en met water gevulde maar.
Het enige gebouw dat nog rest van het oude dorp is de Sint-Martinuskerk. Op het omringende kerkhof worden ook tegenwoordig nog de overleden bewoners van het dorp Schalkenmehren ter aarde besteld.

## Geschiedenis

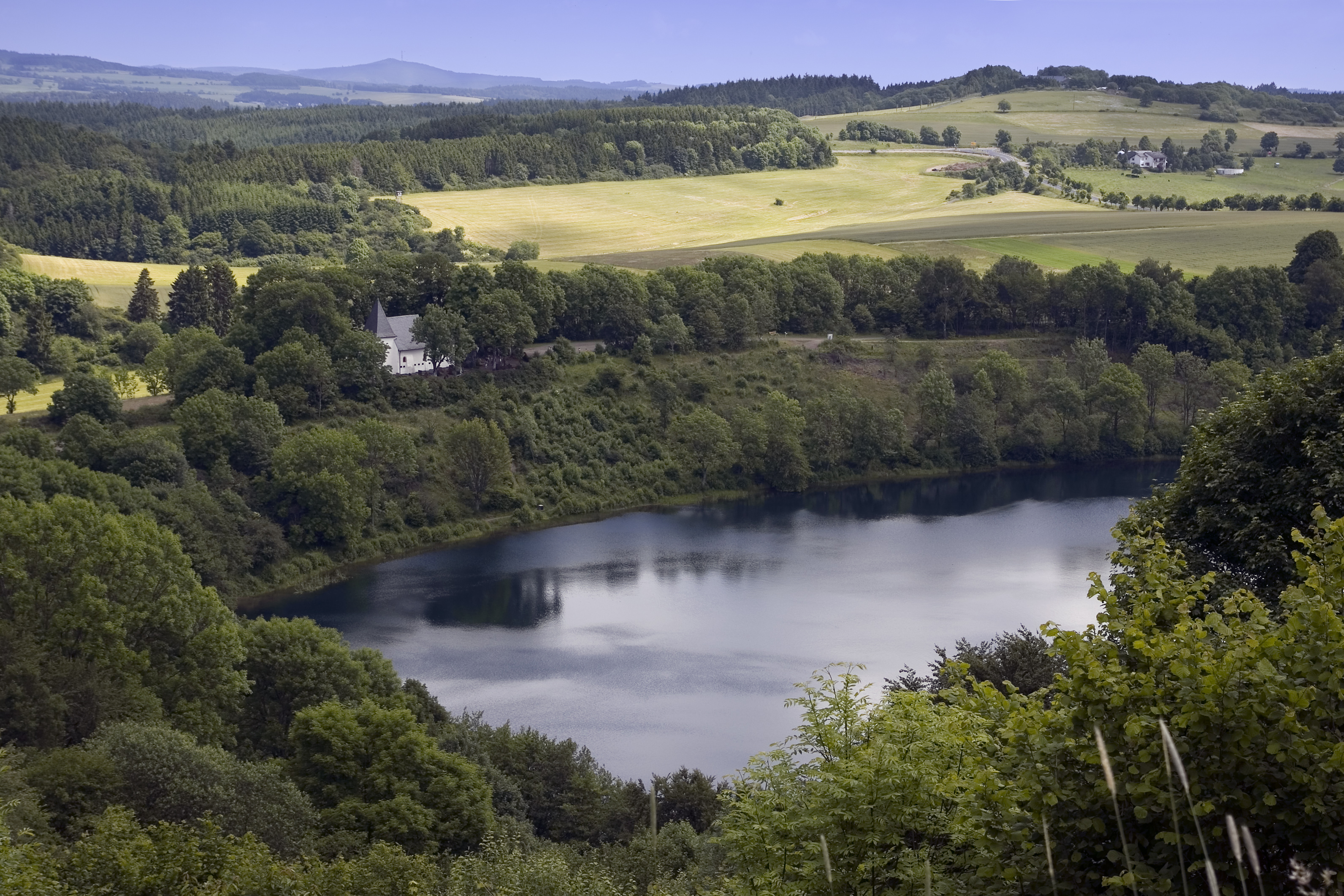
Luchtfoto van de Martinuskerk

De Sint-Martinuskerk is een van de oudste kerken in de Eifel. De vroegste fundamenten dateren uit de romeinse periode. Waarschijnlijk stond daarvoor op de plaats een Keltisch heiligdom. De kerk werd voor het eerst vermeld in het jaar 1044, maar de kerk moet al ouder zijn omdat de parochie Weinfeld reeds in documenten van 731 wordt genoemd. De toren en het met kruisribben gewelfde koorstammen uit de 14e eeuw en zijn gotisch. Het huidige kerkschip dateert van 1723. Tot het jaar 1726 was de kerk nog de parochiekerk voor de omliggende dorpen. In 1727 werd echter het Allerheiligste naar Schalkenmehren overgebracht en vanaf 1803 werd Schalkenmehren een zelfstandige parochie.
De oude Weinfelder kerk verviel vervolgens geleidelijk tot ruïne en werd in 1827 wegens bouwvalligheid afgesloten. Met hulp van de overheid renoveerde de bevolking van Schalkenmehren de kerk en in 1889 vond een nieuwe wijding plaats.
In de 20e eeuw werd het gotische altaarbeeld uit de kerk ontvreemd. Sinds de 18e eeuw wordt in de kerk een miraculeus beeld van de Onze-Lieve-Vrouw van Zeven Smarten en de heiligen Rochus en Sebastiaan vereerd. Tot op de dag van vandaag worden bij de ingang in de kerk door gelovigen marmeren dankbetuigingen aangebracht als familieleden van een ernstige ziekte genezen.

## Afbeeldingen kerkramen

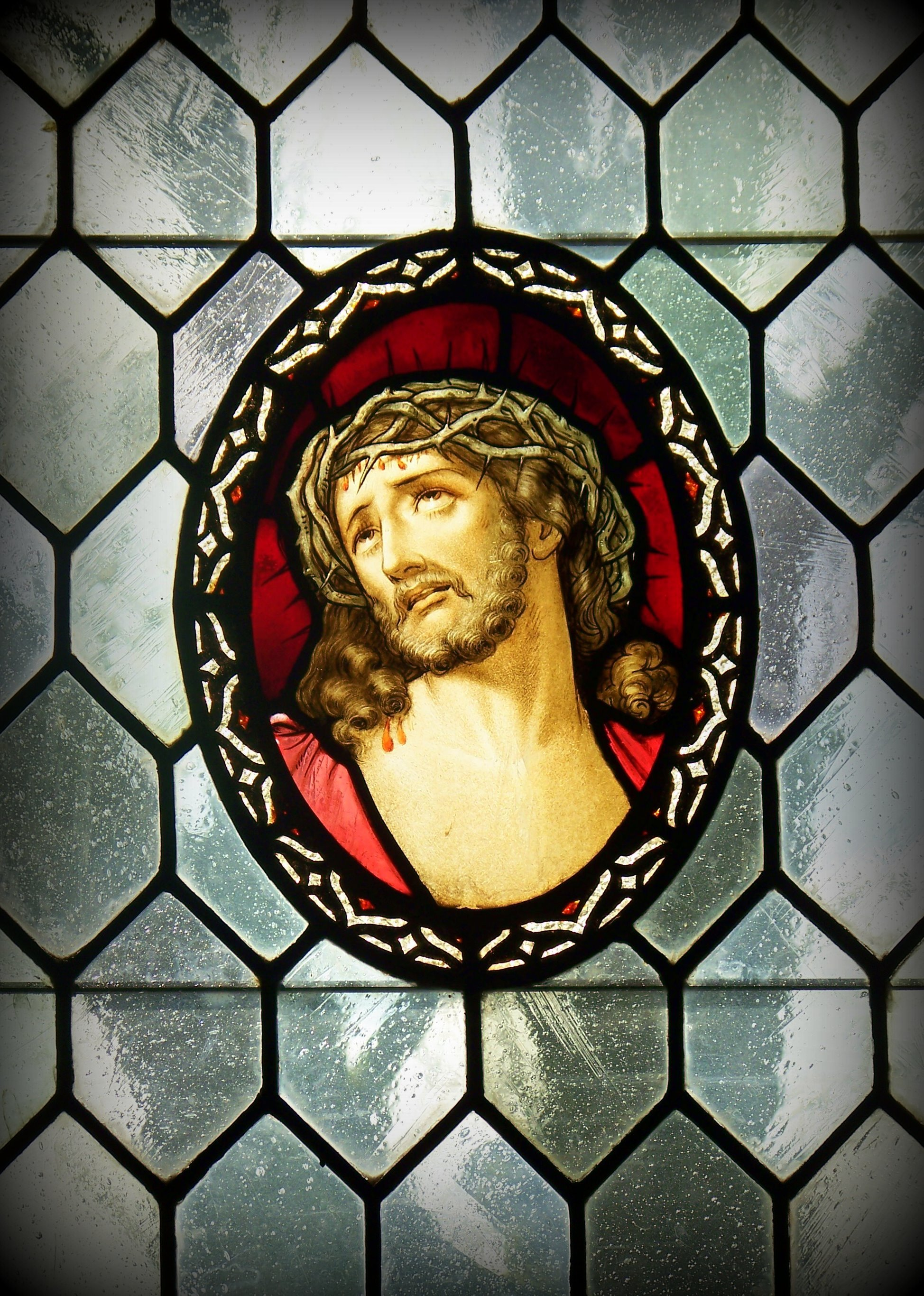
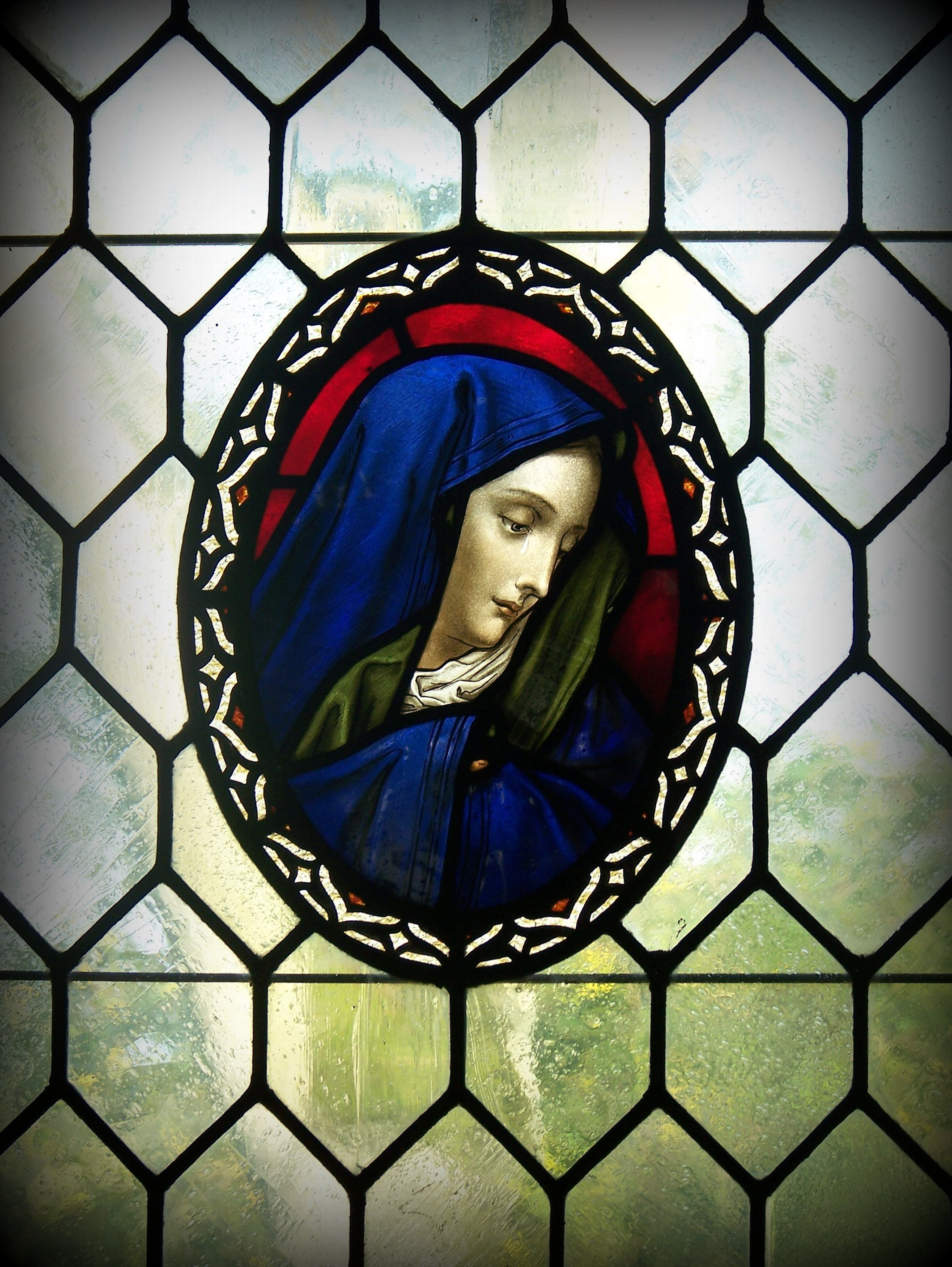
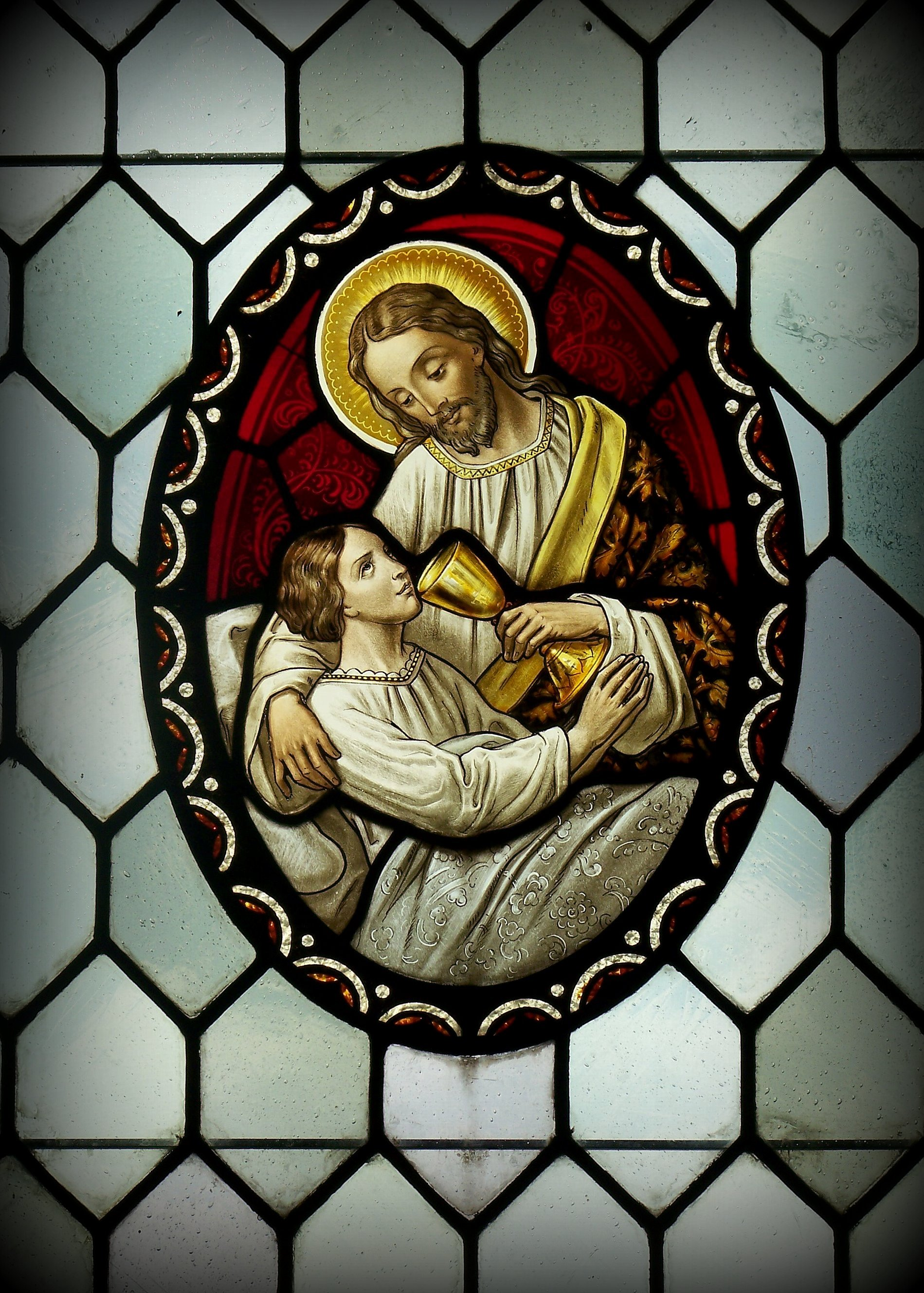